# Перрінтон (Мічиган)
Перрінтон (англ. Perrinton) — селище (англ. village) в США, в окрузі Грешіт штату Мічиган. Населення — 393 особи (2020).

## Географія
Перрінтон розташований за координатами 43°10′51″ пн. ш. 84°40′48″ зх. д. / 43.18083° пн. ш. 84.68000° зх. д. (43.180834, -84.679900).  За даними Бюро перепису населення США в 2010 році селище мало площу 1,66 км², з яких 1,64 км² — суходіл та 0,02 км² — водойми.

## Демографія
Згідно з переписом 2010 року, у селищі мешкало 406 осіб у 161 домогосподарстві у складі 103 родин. Густота населення становила 245 осіб/км².  Було 175 помешкань (105/км²).
Расовий склад населення:
| - 95,6 % — білих - 0,2 % — чорних або афроамериканців - 0,2 % — азіатів - 2,5 % — осіб інших рас |

До двох чи більше рас належало 1,5 %. Частка іспаномовних становила 3,2 % від усіх жителів.
За віковим діапазоном населення розподілялося таким чином: 24,6 % — особи молодші 18 років, 61,6 % — особи у віці 18—64 років, 13,8 % — особи у віці 65 років та старші. Медіана віку мешканця становила 38,4 року. На 100 осіб жіночої статі у селищі припадало 97,1 чоловіків;  на 100 жінок у віці від 18 років та старших — 96,2 чоловіків також старших 18 років.
Середній дохід на одне домашнє господарство  становив 44 660 доларів США (медіана — 30 000), а середній дохід на одну сім'ю — 40 919 доларів (медіана — 33 750). Медіана доходів становила 28 654 долари для чоловіків та 28 333 долари для жінок. За межею бідності перебувало 37,7 % осіб, у тому числі 57,5 % дітей у віці до 18 років та 1,4 % осіб у віці 65 років та старших.
Цивільне працевлаштоване населення становило 190 осіб. Основні галузі зайнятості: виробництво — 17,9 %, освіта, охорона здоров'я та соціальна допомога — 17,4 %, сільське господарство, лісництво, риболовля — 15,3 %.